# 济渎岩摩崖石刻
济渎岩摩崖石刻，位于中国河北省保定市独古庄村，为曲阳县的一个省级文物保护单位，类型为石刻，公布时间为2001年2月7日。
济渎岩摩崖石刻的历史年代为宋、清。